# Aizanville
Aizanville település Franciaországban, Haute-Marne megyében. Lakosainak száma 27 fő (2022. január 1.). Aizanville Maranville, Orges, Vaudrémont, Braux-le-Châtel és Cirfontaines-en-Azois községekkel határos.

## Népesség
A település népességének változása:
| Lakosok száma | 55   | 37   | 35   | 25   | 31   | 32   | 34   | 34   | 34   | 27   |
|               | 1968 | 1982 | 1990 | 2006 | 2013 | 2015 | 2017 | 2019 | 2020 | 2022 |